# Boris Jelcin
Boris Nikolajevič Jelcin (rusky  Борис Николаевич Ельцин, 1. února 1931, Butka – 23. dubna 2007 Moskva) byl ruský politik. Působil jako první prezident Ruské federace, který tuto funkci zastával v letech 1991 až 1999. V roce 1991 byl zvolen prvním a zároveň i též posledním prezidentem RSFSR; jeho úřad měl tvořit určitou protiváhu prezidentovi Sovětského svazu.
Za prezidentství Borise Jelcina došlo k přechodu z plánovaného hospodářství na tržní ekonomiku i k liberalizaci a demokratizaci Ruské federace. Nicméně Jelcinovo prezidentství bylo taktéž spojováno s neúspěšnou válkou v Čečensku, finanční a politickou nestabilitou, nárůstem kriminality a korupčními kauzami členů vlády, prezidentské administrativy nebo i samotné Jelcinovy rodiny.

## Mládí

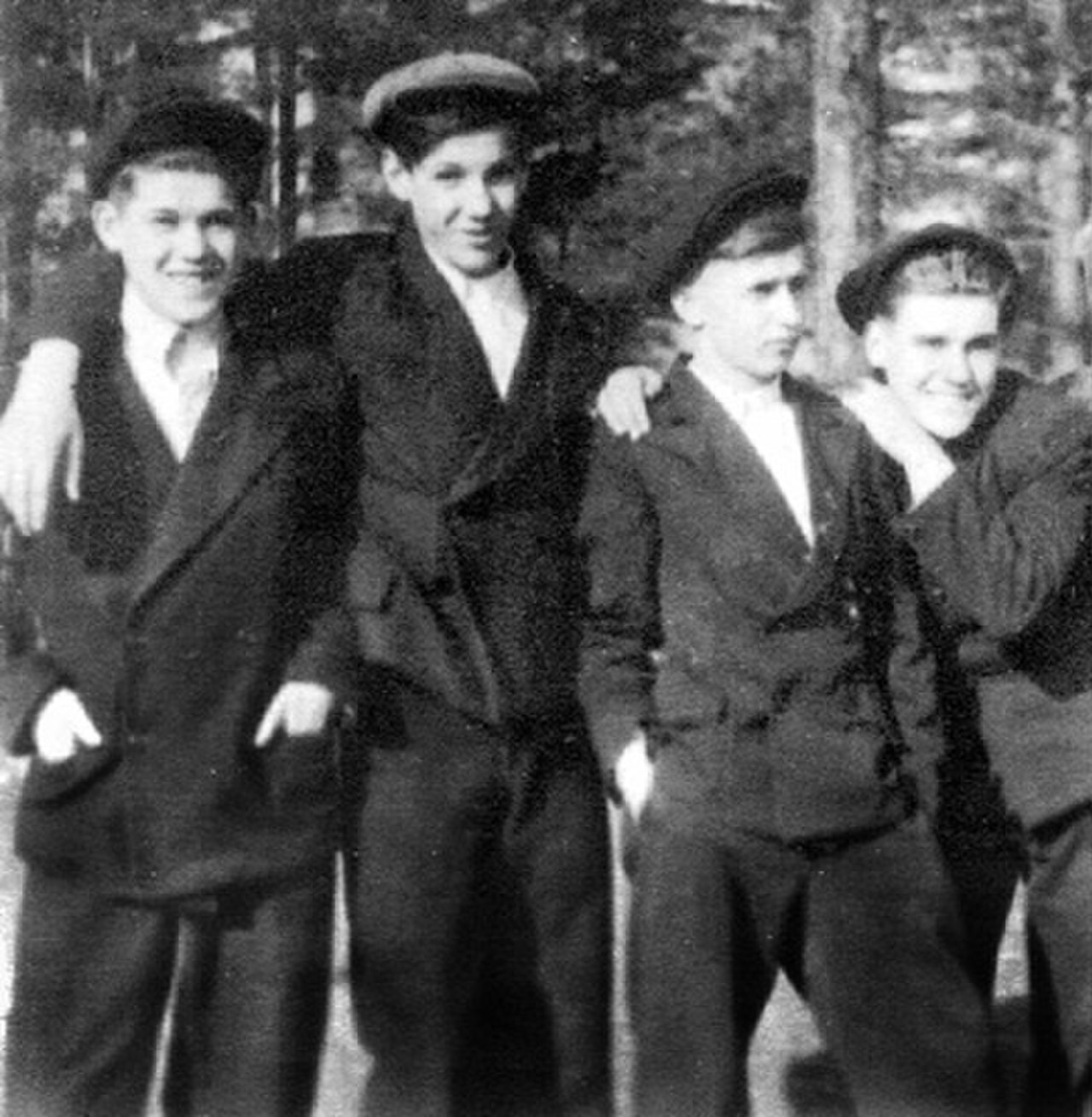
Mladý Jelcin (1940, druhý zleva)

Narodil se 1. února 1931 ve Sverdlovské oblasti. Jeho otec Nikola Jelcin byl odsouzen za protisovětskou agitaci k nuceným pracím v gulagu; jeho matka byla švadlena. Jelcin vystudoval Puškinovu střední školu v Bereznikách. I přes problémy s učiteli a otcem nakonec toto desetileté vzdělání dokončil. Jelcin přišel o dva prsty, když se s kamarády pokoušel rozebrat granát, který ukradl ve skladech Rudé armády.
Vyšší vzdělání získal až na Uralské technické univerzitě ve Sverdlovsku, oboru stavitelství. Téma jeho diplomové práce bylo „Televizní věž“.
Od prací různých stavbyvedoucích a inženýrů se postupně propracoval až k vyšším funkcím v Komunistické straně Sovětského svazu.

## Člen KSSS
Členem Komunistické strany Sovětského svazu byl od roku 1961 do roku 1990. V roce 1968 začal pracovat v komunistické státní správě. V roce 1977 se stal lídrem KSSS ve Sverdlovsku, v témže roce nechal zbořit Ipaťjevův dům, ve kterém byl v roce 1918 popraven car Mikuláš II. Alexandrovič se svou rodinou.
Od 24. 12. 1985 zastával funkci předsedy KSSS v Moskvě, kterou získal díky Michailu Gorbačovovi a Jegoru Ligačovovi. Kvůli sporům s Gorbačovem a Ligačovem byl v roce 1987 sesazen ze všech vysokých funkcí. Po zbavení funkce předsedy KSSS v Moskvě (11. 11. téhož roku) se pokusil spáchat sebevraždu.

## Prezident Ruské sovětské federativní socialistické republiky
V březnu 1989 se Jelcin dostal na volební kandidátku tzv. Kongresu lidových zástupců v Moskvě, když v poslední chvíli odstoupil jeden ze dvou předem vybraných kandidátů KSSS, kosmonaut Georgij Grečko. Jelcin zvítězil nad druhým kandidátem poměrem 89:7 a byl zvolen jako delegát za oblast Moskvy. Spolu s dalšími pro-demokratickými poslanci (Sacharov, Afanasjev, Starovojtova, Murašev, Sobčak, Popov, ad.) byl členem menšinového tzv. Meziregionálního sdružení poslanců Kongresu, které svou morální a intelektuální autoritou zcela změnilo dosavadní systém.
V květnu roku 1990 byl vybrán za předsedu Prezídia Nejvyššího sovětu Ruské sovětské federativní socialistické republiky. V červenci 1990 vystoupil z KSSS.
12. června 1991 zvítězil s podílem 57 % hlasů v demokratických prezidentských volbách Ruské republiky. Ve své kampani kritizoval zejména autoritářský systém vlády. Jeho kampaň však opomněla téma nastartování tržního hospodářství v Rusku. Boris Jelcin byl zvolen 12. června 1991 v prezidentských volbách RSFSR. 10. července složil přísahu a stal se prezidentem.

### Srpnový puč

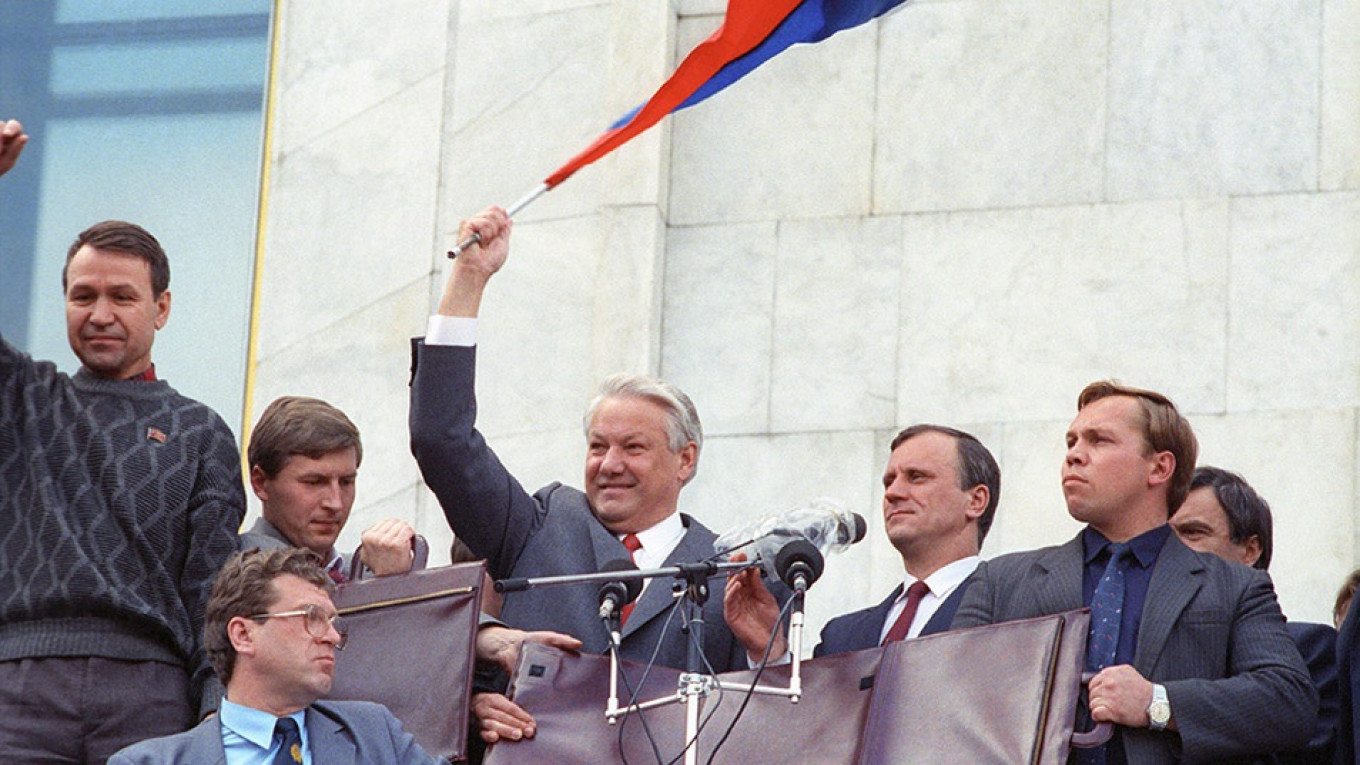
Boris Jelcin 22. srpna 1991

Spor mezi konzervativní a proreformní frakcí komunistické strany začal již v červenci 1991. 26. července skupina konzervativních vysokých funkcionářů KPSS vydalo v deníku Sovětskaja Pravda článek, ve kterém vyzvala k tvrdé reakci proti nynějšímu vedení. Jelcin, jako zastánce reforem, se setkal s kazachstánským prezidentem Nursultanem Nazarbajevem a diskutovali o nahrazení konzervativního křídla ve vedení, jejich nahrazení liberálnějšími osobnostmi a vytvoření nové proreformní vlády s Nazarbajevem v čele.
Když konzervativní křídlo komunistické strany pod vedením Vladimira Krjučkova provedlo 18. srpna 1991 puč proti Michailu Gorbačovovi; ten byl uvězněn na Krymu. Poté co byl Michail Gorbačov uvězněn na Krymu a pučisté se pokoušeli získat moc, vedl Boris Jelcin odpor vůči spiklencům. Již první den převratu vystoupil před Bílým domem a pronesl projev na tanku, který mu vypůjčil generál Gračov, před skupinou podporovatelů Gorbačova. Bílý dům se stal centrem odporu proti puči a Jelcin hlavní osobou odporu.
Přestože byla Gorbačovova pozice zachována, ztratil téměř veškerou moc. Ruská vláda převzala veškerou kontrolu nad Sovětským svazem. V listopadu 1991 zakázal Komunistickou stranu v celé Ruské sovětské federativní socialistické republice.

### Pád Sovětského svazu
I když se Gorbačov stále snažili o vytvoření unie států při jednáních v prezidentské rezidenci Novo-Ogaryovo, Jelcinův postoj se začal postupně měnit. Ačkoliv byl ze začátku příznivcem konfederace postsovětských států, 25. listopadu odmítl smlouvu o konfederaci podepsat. V listopadu ještě většina představitelů sovětských republik oznámila, že k podepsání dojde v prosinci a Gorbačov veřejnost ujistil, že se to opravdu stane. 

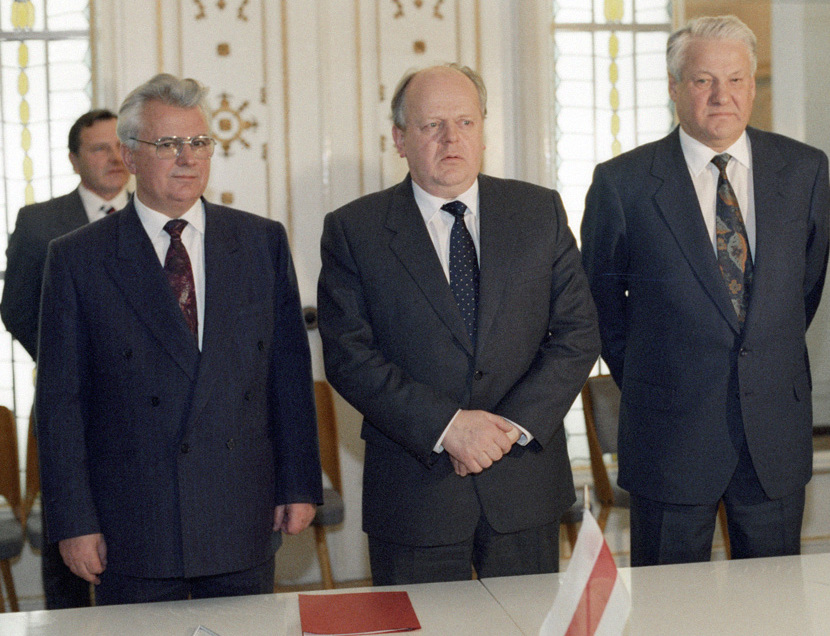
Boris Jelcin (vpravo), Stanislav Šuškevič (uprostřed) a Leonid Kravčuk (vlevo) při podpisu Bělověžské dohody

1. prosince 1991 se na území Ukrajiny konalo referendum se zněním „Podporujete zákon o vyhlášení nezávislosti Ukrajiny?“ Tento zákon byl přijat již 24. srpna 1991 Nejvyšší radou Ukrajinské SSR. Jelcin podpořil snahu Ukrajiny získat nezávislost.
O týden později, 8. prosince 1991, se Jelcin, bez vědomí Gorbačova, setkal s ukrajinským prezidentem Leonidem Kravčukem a vůdcem Běloruska Stanislavem Šuškevičem. Byla podepsána takzvaná Bělověžská dohoda, kde se státníci společně se dohodli na podobě rozpadu Sovětského svazu, jenž byl nahrazen Společenstvím nezávislých států. Bělověžská dohoda de facto ukončila existenci Sovětského svazu. Podle Gorbačova byly celou dobu tyto plány uchovány v tajnosti a mělo se jednat o puč proti němu.
Vznik Společenství nezávislých států byl ještě stvrzen většinou vedoucích představiteli bývalých sovětských republik 21. prosince podepsáním Almaatského protokolu. Mezi Běloruskem, Kazachstánem, Ruskem a Ukrajinou byla ještě podepsána samostatná smlouva „O vzájemných opatřeních týkajících se jaderných zbraní.“
24. prosince Ruská federace převzala sovětské křeslo v OSN. Den poté prezident Gorbačov abdikoval a Sovětský svaz přestal 26. prosince 1991 oficiálně existovat.

## Prezident Ruské federace

### První období

#### Přechod na tržní hospodářství a privatizace
Po rozpadu Sovětského svazu se hlavní politickou prioritou stalo urychlení ekonomické restrukturalizace a masivní privatizace státního podnikání. Boris Jelcin se chopil této problematiky a zahájil procesy privatizace a liberalizace trhu. Konkrétní provedení těchto změn bylo však občany vnímáno značně negativně.
Zpočátku se se Jelcin rozhodoval jestli k transformaci ekonomiky použije program 500 dní Grigorije Javlinského, prosazujícího postupnou privatizaci, nebo vsadí na plán Jegora Gajdara a takzvané skupiny leningradských ekonomů, kteří prosazovali rychlý a radikální přechod. Nakonec byl vybrán radikální přechod na tržní ekonomiku. A to hlavně z důvodů, že program 500 dní předpokládal společný přechod na tržní ekonomiku na celém území Sovětského svazu, nebyla vytvořena ekonomická unie mezi postsovětskými jak Javlinskij navrhoval i vyjednával a Javlinskij po podepsání Bělověžské dohody odmítl v Jelcinově vládě působit. Taktéž výběr programu ovlivnil fakt, že Jelcin potřeboval rychlé řešení, jelikož pomalé reformy by mohly ztratit dynamiku a podporu veřejnosti, což by mohlo vést k návratu komunistické strany do vedení země. Někteří politologové a politici však obvinili Javlinského, že jeho odmítnutí vstupu do vlády bylo účelové, jelikož by program 500 dní nemusel vést k příznivým výsledkům a Javlinskij nechtěl být tím, na koho odpovědnost z neúspěchu padne.
Takzvaný program reforem Gajdar-Jelcin začal působit v lednu 1992. Na konci ledna 1992 vydal prezident Jelcin dekret o volném trhu. Cílem bylo rozvíjet spotřebitelský trh, stimulovat konkurenci, překonat monopoly v oblasti maloobchodu a vytvořit podmínky pro rychlý rozvoj obchodní a zprostředkovatelské sítě. Výsledkem počátečních reforem bylo, že zásoby komodit, které v lednu klesly na méně než polovinu úrovně z prosince 1990, vzrostly do června 1992 na 75 % této úrovně. Deregulace cen však způsobila nárůst cen o 245% jen v lednu. Do roku 1993 se roční míra snížila na 240%.

Jelcin taktéž přizval do svého ekonomického týmu amerického ekonoma Jeffreyho Sachse, který měl již zkušenosti pomáhal s ekonomickými reformami v Polsku a Bolívii. Sachs, stejně jako Mezinárodní měnový fond, doporučily provedení takzvané šokové terapie k vybudování tržního hospodářství v Rusku. Nicméně se Sachsovi nepodařilo prosadit téměř nic a selhala i jeho snaha o vybudování stabilizačního fondu. Sachs se později vyjádřil o reformách negativně a obvinil reformátory z korupce:
| „ | Hlavní věc, která nás zklamala, byla kolosální propast mezi rétorikou reformátorů a jejich skutečnými činy. A zdá se mi, že ruské vedení překonalo nejfantastičtější představy marxistů o kapitalismu: věřili, že úkolem státu je sloužit úzkému okruhu kapitalistů a co nejdříve napumpovat do svých kapes co nejvíce peněz. Není to šoková terapie. Jedná se o zlomyslnou, předem promyšlenou, dobře promyšlenou akci zaměřenou na rozsáhlé přerozdělení bohatství v zájmu úzkého okruhu lidí | “ |

Ve snaze omezit hyperinflaci způsobenou nekontrolovanými emisemi rublů v posledních sovětských letech vláda zahájila nepopulární opatření, jako jsou vážné škrty ve veřejných výdajích, ukončení subvencování maloobchodních cen a zavedení daně z přidané hodnoty. 

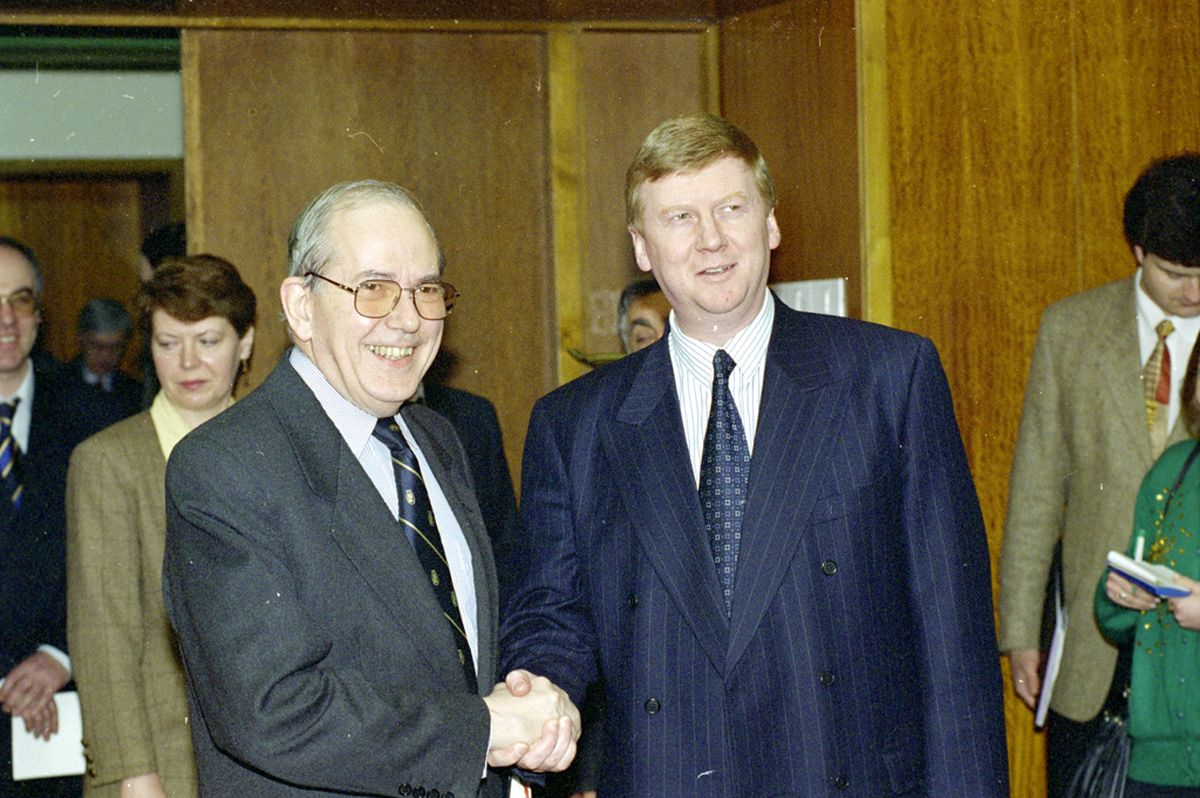
Místopředseda vlády Anatolij Čubajs s předsedou MMF Michelem Camdessusem

1. června 1992 jmenoval Jelcin jako místopředsedu vlády pro hospodářskou a finanční politiku Anatolije Čubajse. 15. června pak jmenoval prezident Jelcin Jegora Gajdara, autora tržních reforem, premiérem Ruské federace.
Někteří politici se okamžitě od jeho programu distancovali. Vláda se rozdělila na dva tábory, na příznivce rychlých změn a opozici. Obě skupiny se navzájem začaly obviňovat z korupce.
V prosinci předložil Jelcin Gajdarovu vládu ke schválení Kongresu lidových poslanců. Ten vládu Jegora Gajdara neschválil. Proto Jelcin nominoval na post premiéra Viktora Černomyrdina, ve které Gajdar zůstal jako ministr financí.
Viceprezident Alexandr Ruckoj, který vedl protikorupční komisi, obvinil Jelcinovy blízké spolupracovníky z korupce. 45 z 51 oznámených obvinění se ukázala být pravdivými.[zdroj?] Jelcin reagoval zrušením úřadu viceprezidenta.
Významnou událostí se stala privatizace, jejíž hlavní fáze probíhala mezi 1992 až 1996. Reformátoři se inspirovali mechanismem kuponové privatizace, která již byl dříve zaveden v Československu. Aby se privatizační děj stal masovým, bylo umožněno si za malý poplatek koupit privatizační poukázky, které mohl použít v privatizačních aukcích. Nominální cena poukázky byla 10 000 rublů, v průběhu kupónové privatizace klesla na 4000 rublů a následně se vrátila k deseti tisícům rublů. Průměrná měsíční mzda v tu dobu kvůli inflaci rostla: v roce 1992 byla 6 000 rublů, v roce 1993 58 700. Podniky byly v kupónové privatizaci prodány za poměrně nízké ceny.

#### Válka v Podněstří
Po rozpadu Sovětského svazu zůstala 14. armáda na území Podněstří. Podněstří, jenž Moldavsko považuje za své území se dostalo s Moldavskem do války. Ministr obrany Gračov jmenoval velitelem 14. armády generála Alexandra Lebedě. Lebeď měl za úkol nevměšovat se do konfliktu. Nicméně Lebeď, po útoku moldavských vojsk na území Podněstří, rozkázal ruským jednotkám opětovat palbu. Lebeď tím porušil Gračovův rozkaz a zatáhl Ruskou federaci do války. Moldavsko apelovalo na Radu bezpečnosti OSN, aby zahájilo okamžité svolání kvůli „otevřené agresi Ruska proti Moldavsku.“ Boris Jelcin se okamžitě snažil situaci řešit. 9. července 1992 v Helsinkách podepsali prezidenti Ruska, Rumunska a Moldavska v Podněstří dohodu o příměří. Příměří bylo však dosaženo až o devět dní později. I přes to 19. července bylo ze strany Moldavska příměří porušeno. 21. července 1992 podepsali prezident Moldavska Mircea Snegur a Boris Jelcin v Moskvě dohodu o zásadách mírového urovnání. Ačkoliv Gračov chtěl Lebedě soudit za porušení rozkazu a zatáhnutí Ruské federace do války, prezident Jelcin tomu zabránil.

#### Politická krize
V roce 1992 se prezident Jelcin dostal do sporů s Nejvyšším sovětem a Shromážděním lidových zástupců.[zdroj?] V prosinci 1992 vetovalo 7. Shromáždění lidových zástupců kandidaturu Jegora Gajdara na předsedu vlády, která byla Borisem Jelcinem iniciována.
Tento konflikt se obnovil 20. března 1993, kdy Jelcin v televizním projevu k národu oznámil, že hodlá převzít vyšší pravomoci, aby mohl realizovat svůj reformní program. Narychlo svolané 9. Shromáždění lidových zástupců se pokusilo pomocí obžaloby z 26. března 1993 odvolat Borise Jelcina z funkce prezidenta. Nicméně 25. května 1993 uspěl Jelcin v parlamentním referendu o důvěře v něj a jeho reformní program.
21. září 1993 Jelcin rozpustil dekretem Nejvyšší sovět a Shromáždění lidových zástupců. Tento dekret, který odporoval ruské ústavě z roku 1978, zajistil přechodové období do voleb do nového parlamentu, Státní dumy, a referenda o nové ústavě.
Reakcí na tuto situaci bylo, že předseda Nejvyššího sovětu Ruslan Chasbulatov označil prezidentův krok za státní převrat a vyzval občany, policii a armádu, aby se proti Jelcinovi postavila. Alexandr Ruckoj oznámil, že přebírá prezidentovy pravomoci, a parlament to v nočních hodinách schválil. Premiér Viktor Černomyrdin, předsednictvo vlády, ministři obrany, vnitra a bezpečnosti se však postavili na Jelcinovu stranu.

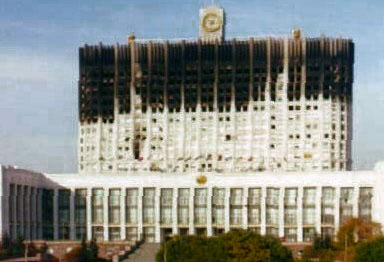
Budova Bílého domu po pokusu o převrat v roce 1993

2. října propukly protijelcinovské nepokoje ve středu Moskvy a 3. října vyhlásil Boris Jelcin v hlavním městě výjimečný stav jako odpověď na útok stoupenců ruského viceprezidenta Alexandra Ruckoje na televizní studio v Ostankinu. Několik tisíc lidí proniklo do televizní budovy a vyřadilo z provozu první program ruské televize, přičemž jich desítky přišly o život. Cestu do budovy si totiž útočníci prorazili nákladními auty, stříleli přitom z ručních zbraní a házeli granáty. Útok na televizní studio v Ostankinu vedl generál Albert Makašov. Mrtví byli i při útoku na moskevskou radnici, kdy vzbouřenci obsadili její dolní patra.  
Předseda parlamentu Ruslan Chasbulatov vyzval své stoupence, aby obsadili Kreml. Okolo poledne 4. října zaútočila armáda na sídlo parlamentu, když předtím vyzvala obránce, aby složili zbraně. Budovu parlamentu nejdříve opustily ženy a děti a po nich vyšlo s rukama nad hlavou několik desítek poslanců. Po 13. hodině pronikla vládní vojska do budovy parlamentu, kde narazila na silný odpor. V prostorách parlamentu začaly boje, při nichž přišly o život desítky lidí. Část budovy zachvátil požár. V podvečer už byla celá budova obsazena a hlavní vůdcové vzpoury – předseda parlamentu Ruslan Chasbulatov a viceprezident Alexandr Ruckoj – zatčeni. Druhý den zatýkání pokračovalo. Celá akce stála na 190 mrtvých a 440 zraněných.  
Nové volby do Státní dumy se konaly 12. prosince 1993. Referendum pořádané v tu samou dobu schválilo novou ústavu, která znatelně posílila moc prezidenta. Ten získal právo jmenovat členy vlády, odvolat předsedu vlády a v některých případech dokonce i rozpustit Dumu.

#### Čečensko
V prosinci 1994 nařídil prezident Jelcin invazi do Čečenska, aby upevnil moc federálního centra nad touto autonomní republikou. Rozhodnutí vojensky zasáhnout na území Čečenska silně snížilo popularitu Borise Jelcina. Armáda byla silně podfinancovaná a zaznamenala tisícové ztráty. Mnoho generálů, jako Lev Rochlin, často považovali válku za naprosto destruktivní pro Ruskou federaci a řadoví vojáci mnohdy, kvůli nedostatku prostředků, nedostávali ani potravinové příděly. Guvernér Nižního Novgorodu Boris Němcov předložil prezidentu Jelcinovi petici proti válce v Čečensku podepsanou milionem lidí.
Pod tlakem veřejnosti nakonec Jelcin zahájil mírová vyjednávání. Po prezidentských volbách byl nucen do Rady bezpečnosti Ruské federace jmenovat generála Alexandra Lebedě, který posunul mírový dialog a 31. srpna 1996 podepsal mírovou smlouvu, čímž válku ukončil.

### Druhé období

#### Prezidentská volba
Ačkoliv prezident Jelcin v roce 1996 již nechtěl ze zdravotních důvodů kandidovat na post prezidenta, tak se podle svých pamětí nechal přemluvit okolím, aby tak učinil z důvodu hrozby návratu komunistické strany k moci.
V červenci 1996 se Boris Jelcin dostal do druhého kola prezidentských voleb společně s kandidátem komunistické strany Gennadijem Zjuganovem. Jelcin byl podporován jak všemi významnými podnikateli v zemi, tak mezinárodními vůdci. Po prvním kole se podnikatel Boris Berezovskij setkal s generálem Lebeděm, který skončil na třetím místě a výměnou za podporu Jelcina mu nabídl místo předsedy Rady bezpečnosti Ruské federace. Při prezidentských volbách v druhém kole porazil se ziskem 54,4 % předsedu KPRF Gennadije Zjuganova. Zjuganov se proti výsledkům ohradil, komunistická strana podala několik žalob na průběh voleb, ale nakonec výsledky uznal. Podle Zjuganovova okolí se Zjuganov obával že zpochybnění výsledku by mohlo způsobit občanskou válku.
Krátce po volbách propustil z vlády ministra obrany Pavla Gračova, což bylo také součástí dohody s Alexandrem Lebeděm. Po volbách byly osoby, které vedly a financovaly Jelcinovu volební kampaň, jmenovány do nejvyšších státních funkcí. Anatolij Čubajs se stal hlavou prezidentské administrativy, Vladimir Potanin prvním místopředsedou vlády a Boris Berezovskij zástupcem předsedy Rady bezpečnosti Ruské federace.

#### Funkční období
Již v říjnu 1996 propustil z Rady bezpečnosti generála Alexandra Lebedě. Mnozí z prezidentské administrativy obvinili Lebedě z bonapartismu. V listopadu podstoupil Jelcin operaci srdce a musel zůstat v nemocnici několik měsíců. Před operací podepsal Jelcin dekret č. 1378 „O dočasném plnění povinností prezidenta Ruské federace,“ podle kterého během operace byly všechny prezidentské pravomoci plně převedeny na premiéra Viktora Černomyrdina. Avšak lidé z okolí prezidenta se začali obávat, že Černomyrdin nevrátí prezidentské pravomoci do rukou Jelcina. Po probuzení byl Jelcin informován o případném ohrožení ze strany Černomyrdina a vyžádal si okamžité vrácení „jaderného kufříku.“
V dubnu 1997 byla podepsána smlouva o unii Ruska a Běloruska mezi prezidentem Jelcinem a běloruským prezidentem Alexandrem Lukašenkem.

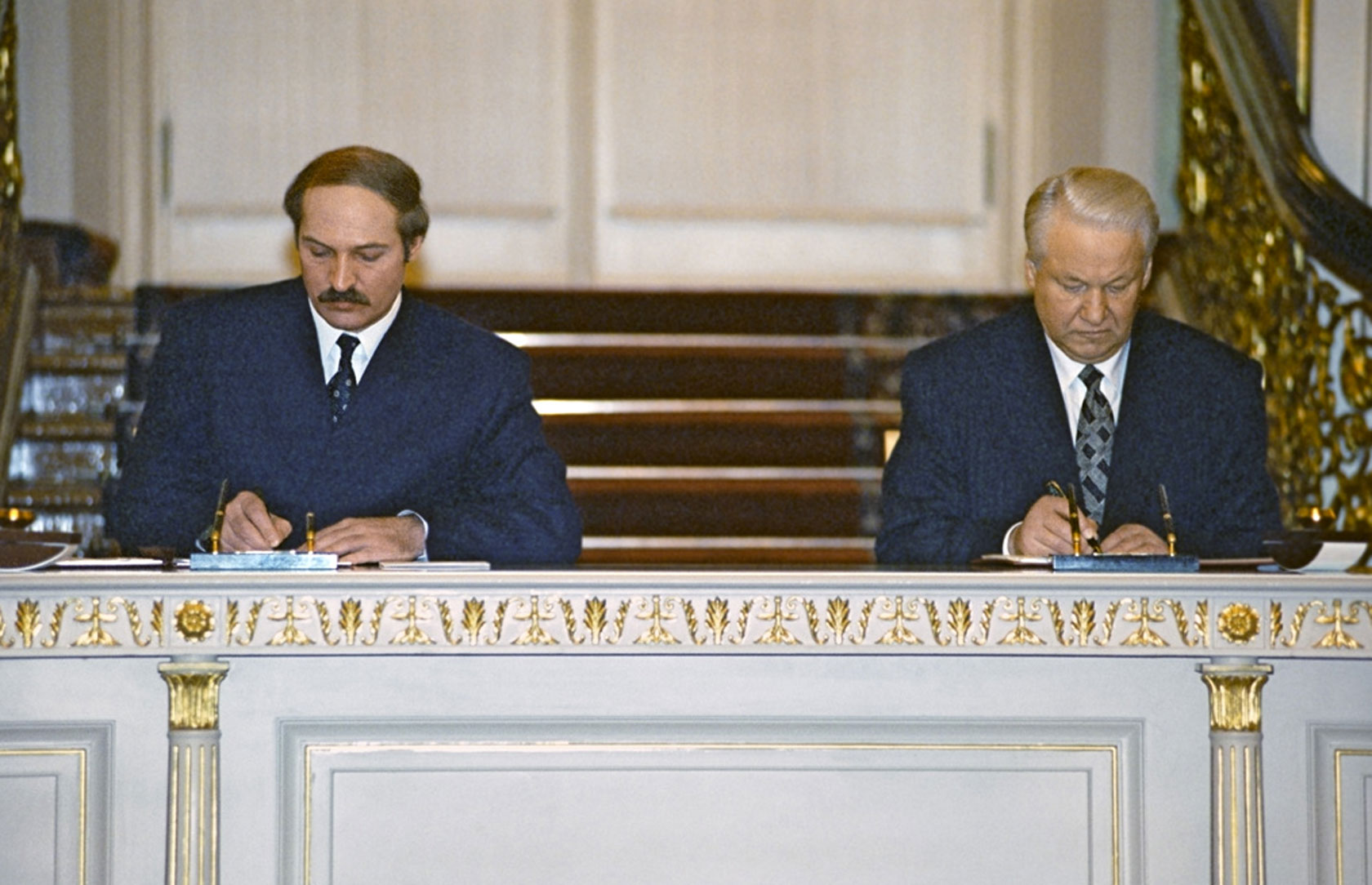
Boris Jelcin a Alexandr Lukašenko

V roce 1997 se údajně měl plánovat proti Jelcinovi puč pod velením generála Rochlina. Ačkoliv několik generálů, jako generál Koržakov, později uvedlo, že byli součástí plánování převratu, někteří historici to popírají. Rochlin se měl o převratu vyjádřit, když byl pod vlivem alkoholu. I přes to Jelcinova administrativa nechala Rochlina sledovat tajnou službou FSB až do jeho zavraždění v roce 1998. Ačkoliv za vraždu generála Rochlina byla souzena jeho manželka Tamara, byl Jelcin obviňován, že stojí za Rochlinovou smrtí. Rochlinův pohřeb se stal manifestací proti Jelcinovi.

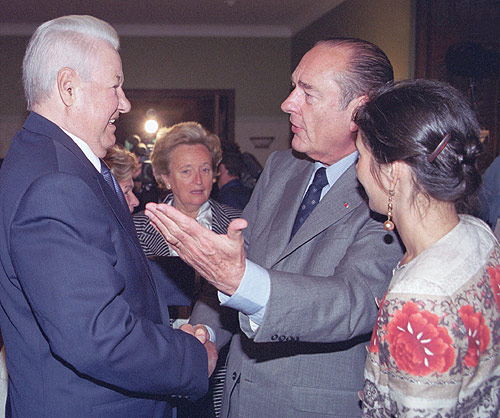
Setkání s bývalým francouzským prezidentem Chiracem

V březnu 1998 odvolal z premiérského úřadu Viktora Černomyrdina. Místo Černomyrdina jmenoval takzvanou vládu mladých reformistů pod vedením premiéra Sergeje Kirijenka a místopředsedů Anatolije Čubajse a Borise Němcova. Ve stejnou dobu nastala ekonomická krize vyvolaná krizí trhů v Asii, prudkým poklesem ceny ropy a ekonomickými problémy Ruska, která vedla k prudkému zhoršení schopnosti Ruska splácet státní dluh. Krize způsobila paniku na finančních trzích a kolaps ruské měny, rublu. Vláda vyhlásila v srpnu 1998 platební neschopnost. Špatná ekonomická situace vedla k pádu vlády. Jelcin odvolal Kirijenka a plánoval znovu jmenovat Černomyrdina, jeho kandidaturu však neschválila Duma. Proto jmenoval premiérem mnohem populárnějšího ministra zahraničí Jevgenije Primakova.
Primakov se však dostal do sporů s Jelcinovým okolím a rodinou. Hlavně po propuštění většiny vězňů se slovy, že potřebuje více místa pro zločince, již rozkrádají ruský stát. Podnikatel Boris Berezovskij zahájil proti Primakovovi mediální kampaň a snažil se přemluvit Jelcina k jeho odvolání. I když Primakov zahájil velké vyšetřování proti korupci, byla jeho vláda s korupčními kauzami nejvíc spojená. Primakov byl v květnu 1999 odvolán a premiérem byl jmenován ministr vnitra Sergej Stěpašin.
15. května 1999 Jelcin ustál další pokus o impeachment. Pokus o odvolání byl spojen s několika protiústavními aktivitami z nichž nejvýznamnější byly dohoda o rozpadu Sovětského svazu v prosinci 1991, puč v roce 1993 a invaze do Čečenska. Avšak žádné z těchto obvinění nezískalo potřebnou dvou třetinovou podporu ve Státní Dumě.
9. srpna 1999 sesadil Jelcin z funkce předsedu vlády Sergeje Stepašina a odvolal celou vládu. Za Stepašina dosadil na místo předsedy vlády Vladimira Putina, který nebyl v té době příliš známý.
V průběhu kosovské války v roce 1999 Jelcin silně kritizoval NATO a jeho vojenskou kampaň proti Jugoslávii. Varoval před možným zákrokem, pokud by NATO vysadilo vojáky v Kosovu.

##### Kauza Mabetex
Boris Jelcin zahájil program renovace a rekonstrukce interiéru Kremlu, budovy Dumy a Ruské státní opery. Pavel Borodin, jakožto správcem nemovitostí Kremlu, vybral švýcarskou stavební firmu Mabetex, která získala většinu důležitých vládních zakázek.

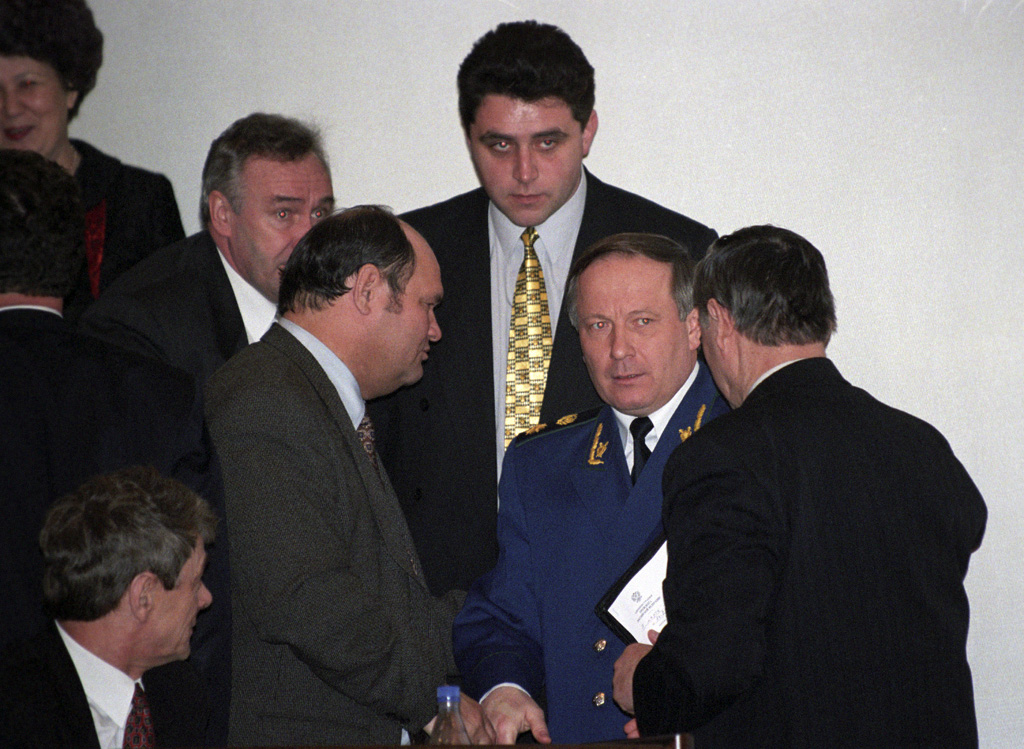
Jurij Skuratov (v modré uniformě) při svém odvolání

V roce 1998 začal generální prokurátor Jurij Skuratov vyšetřovat Mabetex na základě informací od švýcarské generální prokurátorky Carla del Ponte, která tvrdila že firma dávala ruským úředníkům milionové úplatky. Později obvinil jejího generálního ředitele Behgjeta Pacolliho z podplácení Jelcina a jeho rodiny. 23. března 1999 začal Skuratov oficiálně vyšetřovat majetkovou správu Kremlu a souběžně začala případ vyšetřovat i švýcarská prokuratura. Ve stejný den Carla Del Ponte navštívila Rusko, během kterého se setkala s Jurijem Skuratovem. Při návštěvě se odmítla setkat s ministrem vnitra Sergejem Stěpašinem, který vyžadoval informace o případu. Dne 24. března 1999 byly provedeny prohlídky v Kanceláři prezidenta Ruské federace.
V dubnu odvysílala ruská státní televize video na kterém měl Skuratov údajně intimní styk s dvěma prostitutkami. Skuratov popřel, že na videu byl on. Nicméně šéf FSB Vladimir Putin uspořádal tiskovou konferenci na které oznámil že na nahrávce je Skuratov. Vůči Skuratovovi bylo zahájeno trestní řízení za porušení zákona o prostituci. Boris Jelcin pak svým dekretem Skuratova odvolal.
Švýcarské úřady však vydaly mezinárodní zatykač na Pavla Borodina. Ředitel Mabetexu Pacolli prohlásil, že úplatkářství je v Rusku běžnou obchodní praxí, a na začátku prosince 1999 potvrdil, že zaručil pět kreditních karet pro Jelcinovu manželku Nainu a dvě dcery, Taťánu a Jelenu. Po nástupu Vladimira Putina do funkce prezidenta byla Jelcinově rodině udělena doživotní imunita.

##### Teroristické útoky 1999
V září 1999 došlo k teroristickým útokům na obytné domy v Moskvě, Volgogdaňsku a Bujnaksku. Dle ruské vlády šlo o útoky organizované teroristickou skupinou Šamila Basajeva. Nicméně po incidentu v Rjazani, kde místní policie zadržela dva agenty FSB s výbušninami začali někteří podezřívat ruskou vládu a prezidentskou administrativu z organizování těchto útoků.
Například guvernér Krasnojarského kraje Alexandr Lebeď oznámil že podezřívá Jelcina a jeho rodinu z organizování útoku. Podle Lebedě úřady pouze Basajeva využily a Jelcinova rodina byla schopna udělat vše aby se u moci udržela.

#### Hledání nástupce
Jako potenciální nástupce Borise Jelcina byl minimálně od roku 1996 označován guvernér Nižního Novgorodu Boris Němcov. Ten vedl ve všech veřejných průzkumech. Jelcin ho považoval za symbol úspěšných reforem, jelikož díky Němcovovým reformám byl Nižnij Novgorod označován jako „výloha Ruska.“ Jelcin se snažil Němcova dostat do vlády, nicméně ten dlouho Jelcinovy nabídky odmítal. Až do Jelcinovy operace. Po ní Němcov souhlasil s Jelcinovou nabídkou a stal se místopředsedou vlády Sergeje Kirijenka. Podle Němcovových vzpomínek za ním přijela Jelcinova dcera a snažila se ho přemluvit, dokonce se měla před ním rozplakat se slovy: „Můj otec pro vás hodně udělal, teď je na čase abyste pro něj udělal něco vy.“ 

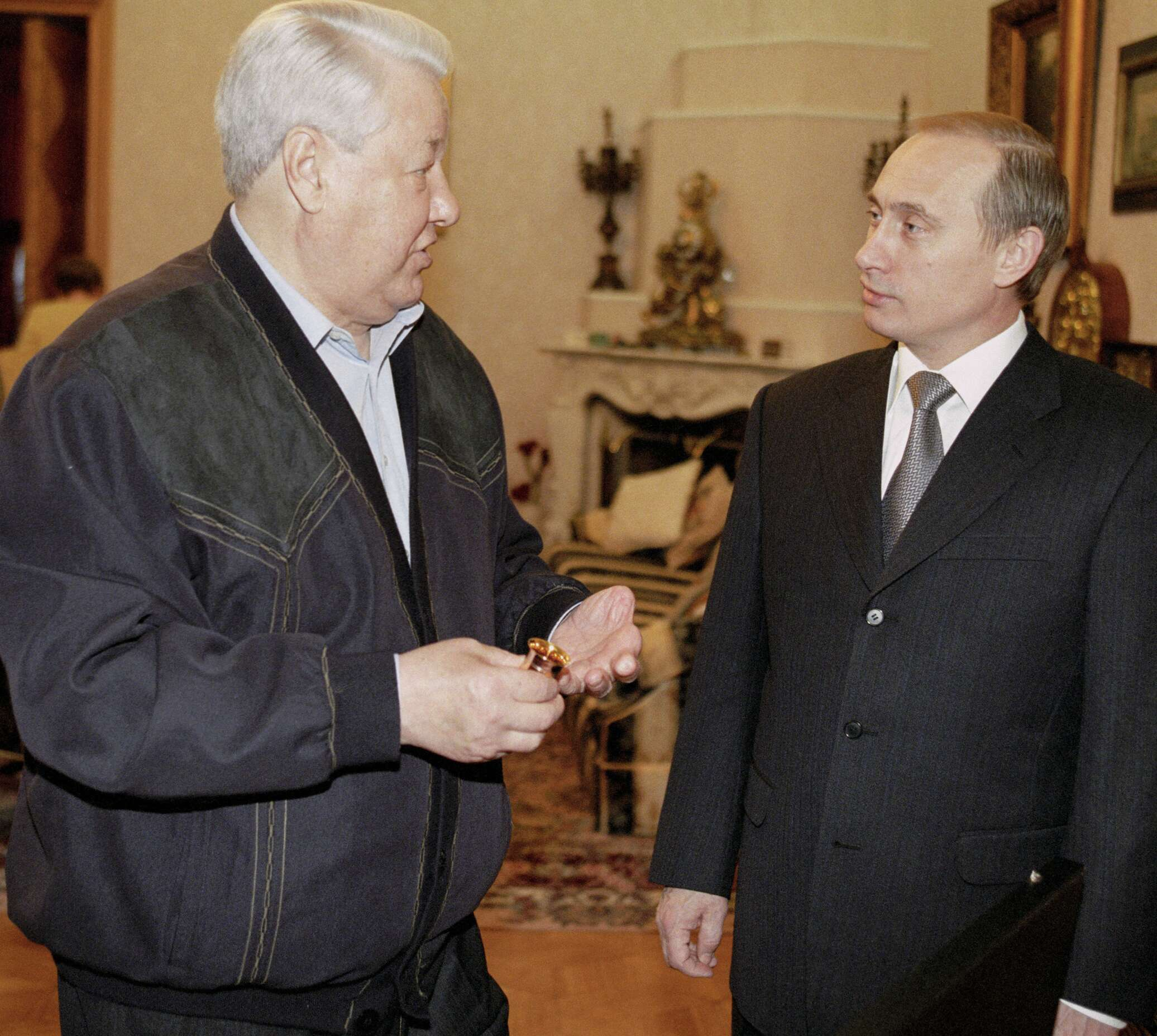
Boris Jelcin a Vladimir Putin

Na konferenci v Helsinkách představil Jelcin Němcova prezidentu Clintonovi jako svého nástupce a několikrát na veřejnosti sdělil že by Němcov mohl být příštím prezidentem. Nicméně se Němcov dostal do konfliktu s podnikatelem a zástupcem předsedy Rady bezpečnosti RF Borisem Berezovským. Tento konflikt souvisel také s tím, že Němcov zablokoval Berezovského snahu stát se členem představenstva Gazpromu. Němcov se stal pak terčem kritiky ze strany médií vlastněných Berezovským. Jelikož se také Kirijenkova vláda potýkala s ekonomickou krizí a bankrotem, Němcova popularita značně utrpěla, i když byl stále na vrcholech žebříčků. Němcov však v srpnu 1998 z vlády odešel a odmítl další vládní angažmá.
Dalším možným seriózním kandidátem na nástupce Borise Jelcina byl Sergej Stěpašin. Stěpašina jmenoval Jelcin premiérem v roce 1999, nicméně za tři měsíce byl zase odvolán. Jelcin popsal Stěpašina ve své knize Prezidentský maraton: Byl věrný, čestný. Nikdy nezradil. A nebylo důvodu k rezignaci. Kromě jednoho, nejdůležitějšího: byl nesprávný typ člověka v tehdejším boji, byl potřeba jiný.
I když se mluvilo o i dalších kandidátech na post nástupce po Jelcinovi, navrhl zeť prezidenta Jelcina Valentin Jumašev Vladimira Putina. S navržením Putina souhlasil i Boris Berezovskij, který byl Putinův osobní přítel. Berezovskij navrhl Jelcinovi Putina jmenovat premiérem. Později se Berezovskij vyjádřil: „Spočítali jsme si, že jmenování premiérem by mu mohlo přidat 20 % na prezidentských volbách.“ Berezovskij spustil mediální kampaň na podporu Putina a taktéž mediální kampaň proti bývalému premiérovi Primakovovi, o němž kolovaly zprávy, že se chystá kandidovat na prezidenta.

#### Abdikace
Jelcin pokračoval jako prezident Ruska až do 31. prosince 1999. V posledních měsících jeho vlády s ním souhlasilo už jen 5 % občanů.[zdroj?] Přemluven svou dcerou Taťjánou Djačenkovou 31. prosince 1999 rezignoval. Podle ruské ústavy se stal novým prezidentem stávající předseda vlády, Vladimir Putin. Další volby byly naplánovány až na 26. března 2000.

## Pozdější život a smrt
Po abdikaci získával informace o politickém dění od premiéra Michaila Kasjanova. K politice se však nevyjadřoval. Výjimku učinil v září 2004 poté, co Vladimir Putin zrušil volby gubernátorů a nahradil jí přímým jmenováním gubernátorů prezidentem. Spolu s Michailem Gorbačovem tento krok kritizovali jako posun od demokracie.
V listopadu 1996 byl Borisi Jelcinovi proveden bypass. Pro srdeční potíže byl 11. dubna 2007 hospitalizován. Zemřel 23. dubna 2007 na zástavu srdce.

### Pohřeb
Pohřbu v katedrále Krista Spasitele se 25. dubna zúčastnili světoví lídři jako Angela Merkelová, Jacques Chirac, George W. Bush, Lech Kaczyński, Helmut Kohl, Tony Blair, Bill Clinton a další. Z České republiky přijel vicepremiér Alexandr Vondra. Druhý den přiletěl do Moskvy na oficiální návštěvu prezident Václav Klaus, který i s manželkou navštívil Jelcinův hrob na Novoděvičském hřbitově.

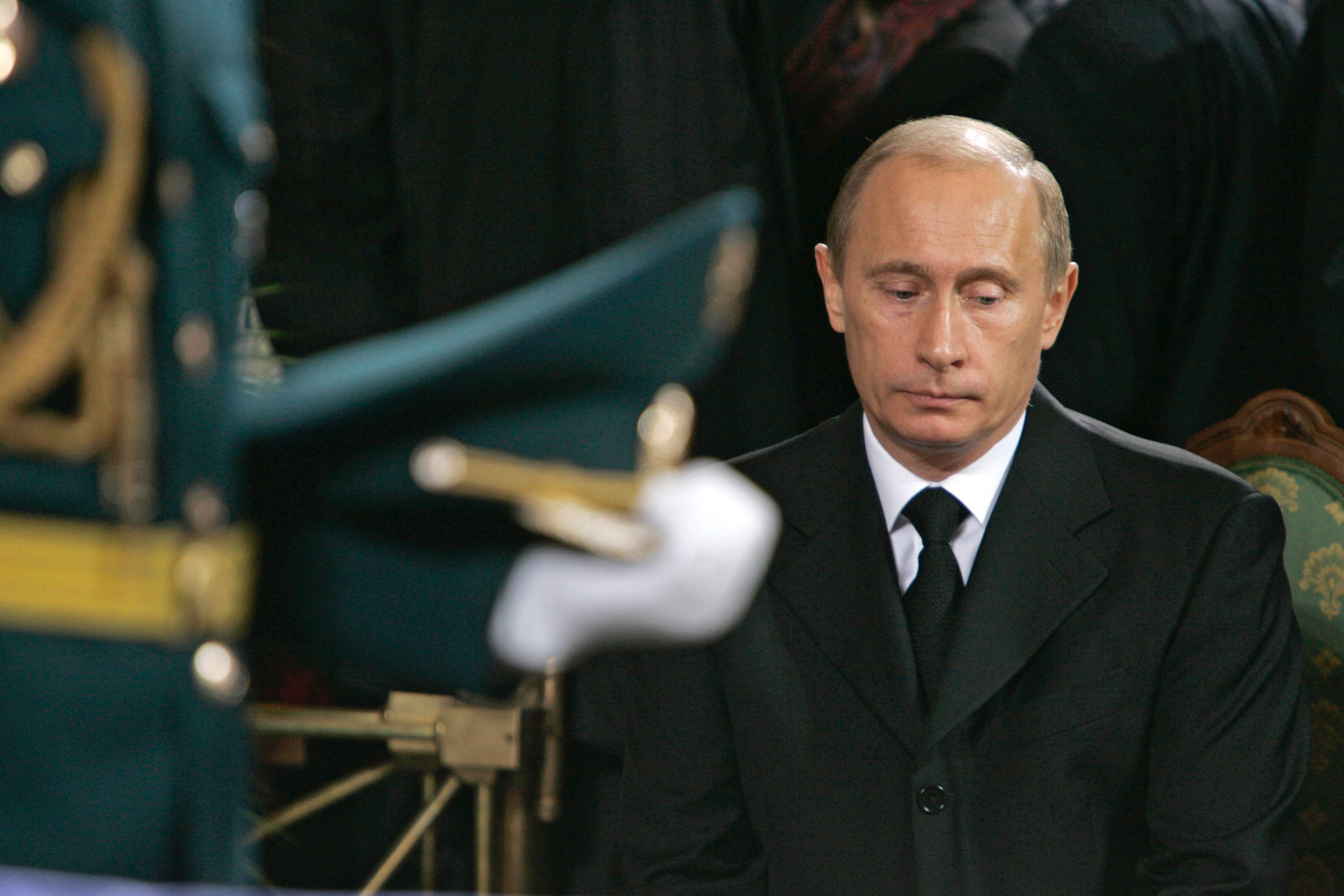
Byl přítomen i prezident Vladimir Putin
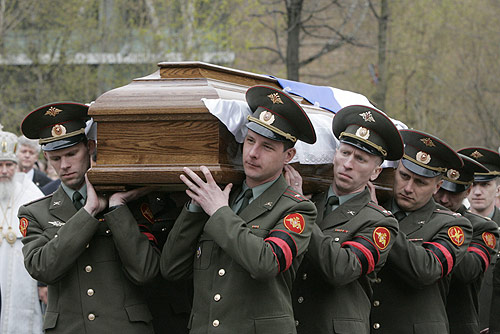
Vojáci nesoucí Jelcinovu rakev
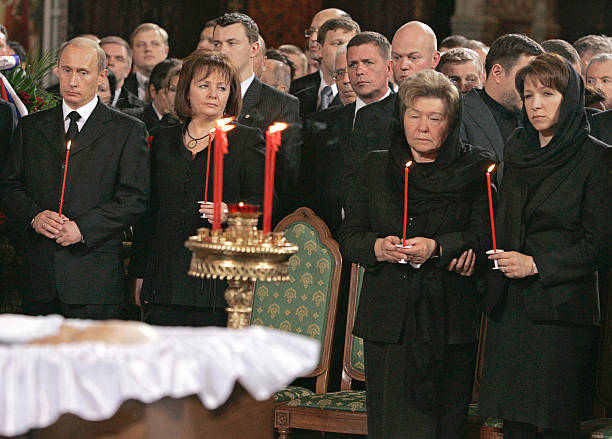
Zástupy truchlících
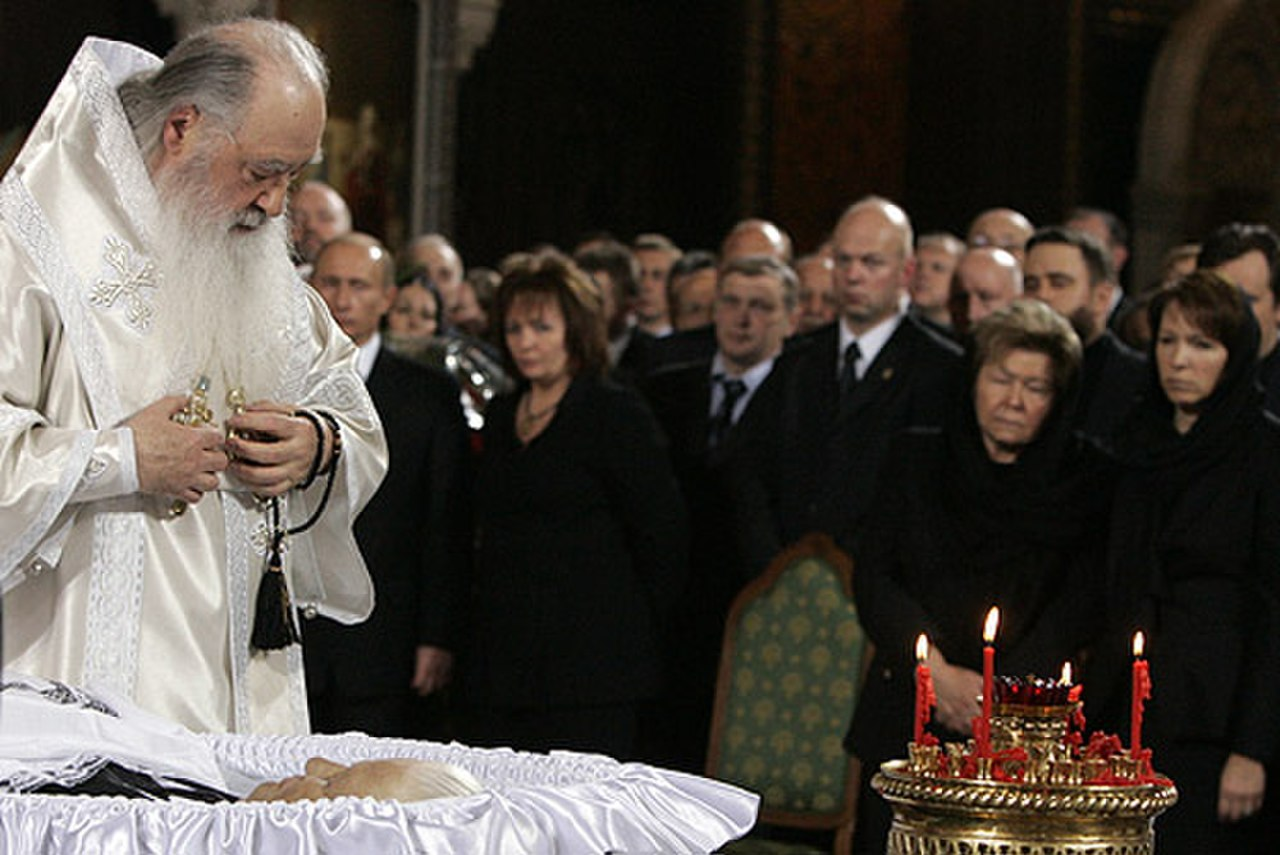
Kněz sloužící bohoslužbu
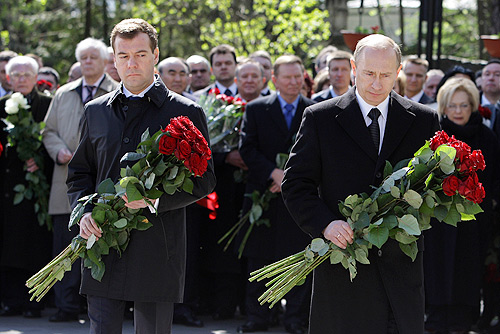
Nově zvolený prezident Dmitrij Medveděv přináší květiny k Jelcinovu hrobu